# 서거정 필적
서거정 필적 (徐居正 筆蹟)은 대한민국 경기도 용인시 기흥구 상갈로 6, 경기도박물관에 있는 조선시대의 서첩이다. 2010년 1월 4일 대한민국의 보물 제1622호로 지정되었다.
- 규격(세로×가로)：38.2×17.6(cm)
- 재 질：종이에 먹〔紙本墨書〕
- 판종/형식：필사본/첩장(帖裝)
- 연 대：1476년(성종 7)
- 현 소재지：경기도 용인시 기흥구 상갈로 6, 경기도박물관

## 지정 사유
이 서첩에는 1476년(성종 7) 1월말에 우리나라에 온 명나라 사신 호부낭중(戶部郎中) 기순(祁順：東莞人, 1460년 진사, 자 致和, 호 巽川)과 사신일행을 맞이했던 원접사(遠接使) 서거정(徐居正：1420~1488)의 글씨가 함께 실려 있으며 표지에는 '천사사한진적(天使詞翰眞蹟)' 이라 쓰여 있다.
서첩 앞쪽에는 기순이 40일쯤 머문 뒤 3월 11일에 의주 의순관(義順館)에서 당시 통역을 맡았던 사역원정(司譯院正) 장유화(張有華)에게 지어 써준 <오언장시(五言長詩)> 가 실려 있고, 서첩 뒤쪽에는 당시 원접사(遠接使) 겸 관반(館伴) 겸 반송사(伴送使)를 맡았던 좌참찬 서거정이 그해 유월 갑술일에 역시 장유화에게 지어 써준 <증장원정서(贈張院正序)> 가 실려 있다(앞쪽 탈락). 말미에는 이 서첩을 얻은 사람이 1718년(戊申)에 이 필적을 김홍기(金弘基：자 復初)에게서 얻어 이를 첩으로 장황했다’는 1736년(영조 12) 구월 소망일(小望 日)의 발문이 딸려 있다.
조선 초기의 서예유물은 매우 희귀한데, 이 서첩은 원형그대로 남겨진 15세기 조선의 문인명필 서거정의 대표적인 필적이다. 뿐만 아니라 명나라 사신의 필적이 함께 실려 있어 양국의 교류를 살필 수 있는 귀중한 필적이다. 각 글씨 끝에는 연월일과 관직, 인명(人名) 그리고 자호(字號)가 기록되어 있고 이 필적의 전래과정을 알려주는 영조 12년의 발문은 작품의 가치를 한층 높여 주고 있다. 서거정이 행서(行書)로 쓴 원문은 그의 문집인 사가집(四佳集) 권 6 증장원정서(贈張院正序)에 실려 있으며, 통문관지(通文館志) 권7 에도 수록되어 전해지고 있다.

## 같이 보기
- 서거정

## 참고 자료
- 서거정 필적 (徐居正 筆蹟) - 국가유산청 국가유산포털
- 문화재청고시 제2009-129호, 대한민국 관보 제17166호, 94쪽, 2010-01-04